# Bao Dai
Bảo Đại, împărat al Vietnamului, (n. 22 octombrie 1913 - d. 30 iulie 1997) a fost al treisprezecelea și totodată ultimul împărat al dinastiei Nguyen, care este ultima dinastie al Vietnamului, a domnit între 8 ianuarie 1926 – 25 august 1945.
S-a născut cu numele Vĩnh Thụy la Hue, capitala Vietnamului de atunci. Și-a făcut studiile la Lycée Condorcet din Paris, apoi în Institutul de Științe Politice. Tatăl lui era împăratul Khải Định. După moartea din 1925 al tatălui său a luat numele de Bảo Đại. Vietnamul ca parte a Indochinei Franceze era colonie franceză.
La 20 martie 1934 s-a căsătorit cu Nam Phuong cu care a avut cinci copii.
În 1940 Indochina a fost ocupată de japonezi. La presiunea Japoniei Bảo Đại a declarat independența Vietnamului. În 1945 trupele japoneze au părăsit țara, iar în Vietnam organizația de partizani Viet Minh, care până atunci lupta împotriva japonezilor a încercat să acapareze puterea. Conducătorul comuniștilor,  Ho Și Min l-a convins pe împărat să renunțe la putere în favoarea sa, în schimb va putea păstra titlul de împărat, iar în guvernul nou format va putea să fie "cel mai important consilier". La 2 septembrie 1945 s-a declarat independența Vietnamului. Acest lucru nu a fost bine văzut de francezii care se întorceau și care doreau să-și reconstruiască puterea colonială antebelică. În Vietnam au început luptele, pentru care Bảo Đại trăia în Hong Kong și China. 

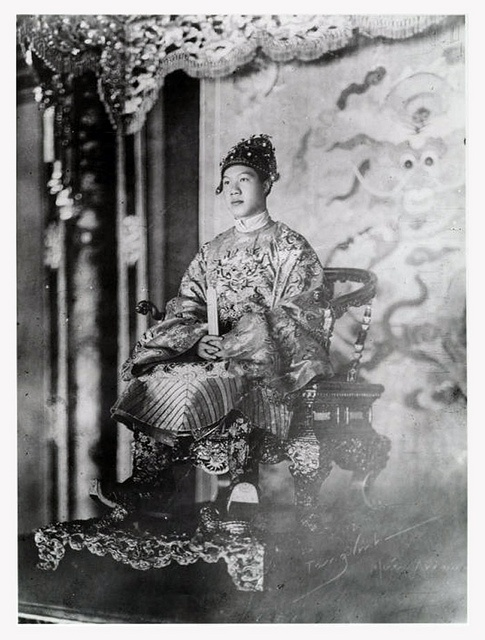
Împăratul Bao Dai

În 1949 francezii l-au convins să se întoarcă pentru a ocupa funcția de președinte al țării. După ce a ocupat postul de președinte, la scurt timp a părăsit din nou țara și s-a mutat la Paris. Războiul dintre francezi și Viet Minh a continuat, terminându-se prin Lupta de la Dien Bien Phu, când francezii au fost învinși definitiv.
În conformitate cu Acordul de la Geneva din 1954 Vietnamul a fost împărțită în două la paralela 17. În partea de Nord puterea a fost preluată de conducătorul comuniștilor, Ho Și Min, iar în sud de Bảo Đại, șeful guvernului fiind numit  Ngô Đình Diệm. Prin fraudarea alegerilor din 1955 Ngô Đình Diệm a preluat puterea, a proclamat Republica Vietnam și l-a îndepărtat pe  Bảo Đại.
Bảo Đại a abdicat din nou și a rămas în exil până la moartea sa.

### Fotografii cu locurile de vacanță de vară ale împăratului Bảo Đại
- en Dalat
- en  https://web.archive.org/web/20070705175415/http://www.geocities.com/Heartland/Bluffs/7645/kinghse.jpg
- en  http://image.pegs.com/images/VS/1744/1744_b1.jpg Arhivat în 5 iulie 2007, la Wayback Machine.

1. ↑  IdRef, accesat în 22 mai 2020